# Horace Vernet
Horace Vernet, křetěný Horace Émile Jean Vernet (30. června 1789 v Paříži – 17. ledna 1863 tamtéž) byl francouzský malíř a grafik, autor historických, vojenských i orientálních výjevů, a také portrétista.

## Život
Výtvarné vzdělání ve stylu klasicismu získal od svého otce, malíře Antoine Charlese Horace Verneta (1758–1835) a svého děda Jeana Michaela Moreaua (1741–1814). Oficiální výukou u malíře Francois André Vincenta již podle svých slov příliš dalších znalostí nezískal, ale poučil se romantismem a exotismem malíře Theodora Géricaulta. V roce 1811 se oženil s Louisou Pujolovou. Jejich dcera Louisa se později provdala za slavného malíře Paula Delaroche. V tuto dobu byl již známým malířem a svým stylem přecházel od klasicismu k naturalismu. Zajímala ho soudobá témata, převážně vojenská a politická (“Jízdní trubač”, “Smrt Josefa Poniatowského“). Roku 1814 byl Vernet jedním z obránců Clichy, tehdejšího předměstí Paříže a bojoval pod velením maršála Bona Adriena Monceye. Své hluboké zážitky z této příhody roku 1820 zvěčnil olejem na plátně “Obrana brány v Clichy”. Ještě téhož roku se svým otcem odjel na studijní cestu do Itálie. 
Ve dvacátých letech Vernet maloval velká plátna s bitevními scénami, převážně z doby revoluce a napoleonských válek („Bonaparte na mostě u Arcole“, „Bitva u Jeny“, „Bitva u Wagramu“, ”Bitva u Jemappes“, ”Bitva u Valmy“, “Voják od Waterloo“).
V roce 1826 nabídla Académie des beaux-arts v Paříži Vernetovi profesorské křeslo jako nástupci Jeana Jacquese Lebarbiera (1738–1826) a roku 1829 byl Vernet jmenován ředitelem Academie de France v Římě. Tuto funkci zastával až do roku 1835, kdy jej nahradil Jean Auguste Dominique Ingres. 
V letech 1839-1840 se svým žákem Frédéricem Goupilem-Fresquetem procestoval Orient. Po návratu do Paříže Vernet s podporou krále Ludvíka Filipa a obrovskou pílí maloval desítky žánrových scén Svým stylem i tematikou (bitvy, sport, orientální náměty) zcela vystihl vkus veřejnosti a stal se i obchodně nesmírně úspěšným. Je považován za znamenitého portrétistu – známé jsou portréty Napoleona I., Ludvíka-Filipa, Napoleona III., Thorvaldsena, portrét modelky a prostitutky Olympe Pélissierové (který posloužil jako studijní pro obraz Judita a Holofernes) a jiné. Věnoval se též grafice a ilustracím knih, zejména technikou litografie a dřevorytu. 
Svou slávu šířil po celé Evropě také svými příležitostnými cestami, spojenými s pracovními pobyty a hostováním na akademiích umění. K nejúspěšnějším patřily pobyty v Sankt-Petěrburgu v letech 1836 a roku 1842, kdy portrétoval celou carskou rodinu, a v letech 1839-1840 a 1843 v Orientu. Byl oblíbeným malířem císaře Napoleona III.. Když ten chtěl na obrazu odstranit podobiznu generála, který zradil Napoleona I., odpověděl umělec: “Sire, jsem malířem historie a nebudu znesvěcovat pravdu”. Během Krymské války (1853–1856) se připojil k francouzské armádě a přivezl si velké množství črt a kreseb, z nichž vznikly četné obrazy z nichž nejslavnější je „Bitva na řece Almě“. Účastnil se s francouzskou armádou též bojů v Alžírsku („Bitva u Isly“, “Průsmyk Mouzaia”). 

### Poslední léta a úmrtí
V roce 1855 zakoupil panství "Les Bormettes" v obci La Londe-les-Maures, tehdy předměstí Hyères, protože mu silueta kopce a voda připomínaly oblíbené Alžírsko. Dal tam postavit středověký hrad z různorodých budov různých slohů. V důsledku pádu z koně utrpěl Vernet těžké poranění, z kterého se nikdy neuzdravil a poslední léta tvořil jen zcela sporadicky. 
V prosinci 1862 se Napoleon III. dozvěděl o Vernetově vážné nemoci a poslal mu Velkokříž důstojníka Čestné legie.V té době byl Vernet členem třiceti evropských akademií umění a nejslavnějším žijícím francouzským umělcem, obdivovaným a napodobovaným v celé Evropě.
Zemřel v 73 letech věku a je pohřben v 5. oddělení hřbitova Montmartre v Paříži. 
| „              | „Byl to vtipný muž, laskavý, charakterní, čestný, loajální, živý a rozumný.“ | “ |
| — Sainte-Beuve |                                                                              |   |

.

## Výtvarníci rodiny Vernetů
- Claude Joseph Vernet (1714–1789), malíř marin, Horácův děd.
- Carle Vernet (1758-1836), malř, Horácův strýc.
- Jean-François Chalgrin (1739-1811), architekt, strýc z matčiny strany.

## Památky
- Sochu Horace Verneta vytvořil Eugène André Oudiné (1871), patří ke 146 sochám, umístěným na fasádě budovy pařížské radnice, a to v nice 1. patra na boční fasádě do Rue Rivoli.
- Rue Vernet - ulice pojmenované v Paříži v VIII. obvodu a v La Madeleine.
- Sherlock Holmes v románu Arthura Conana Doyla tvrdí, že jeho babička byla sestrou Horace Verneta, což je samozřejmě fikce.

## Vybraná díla

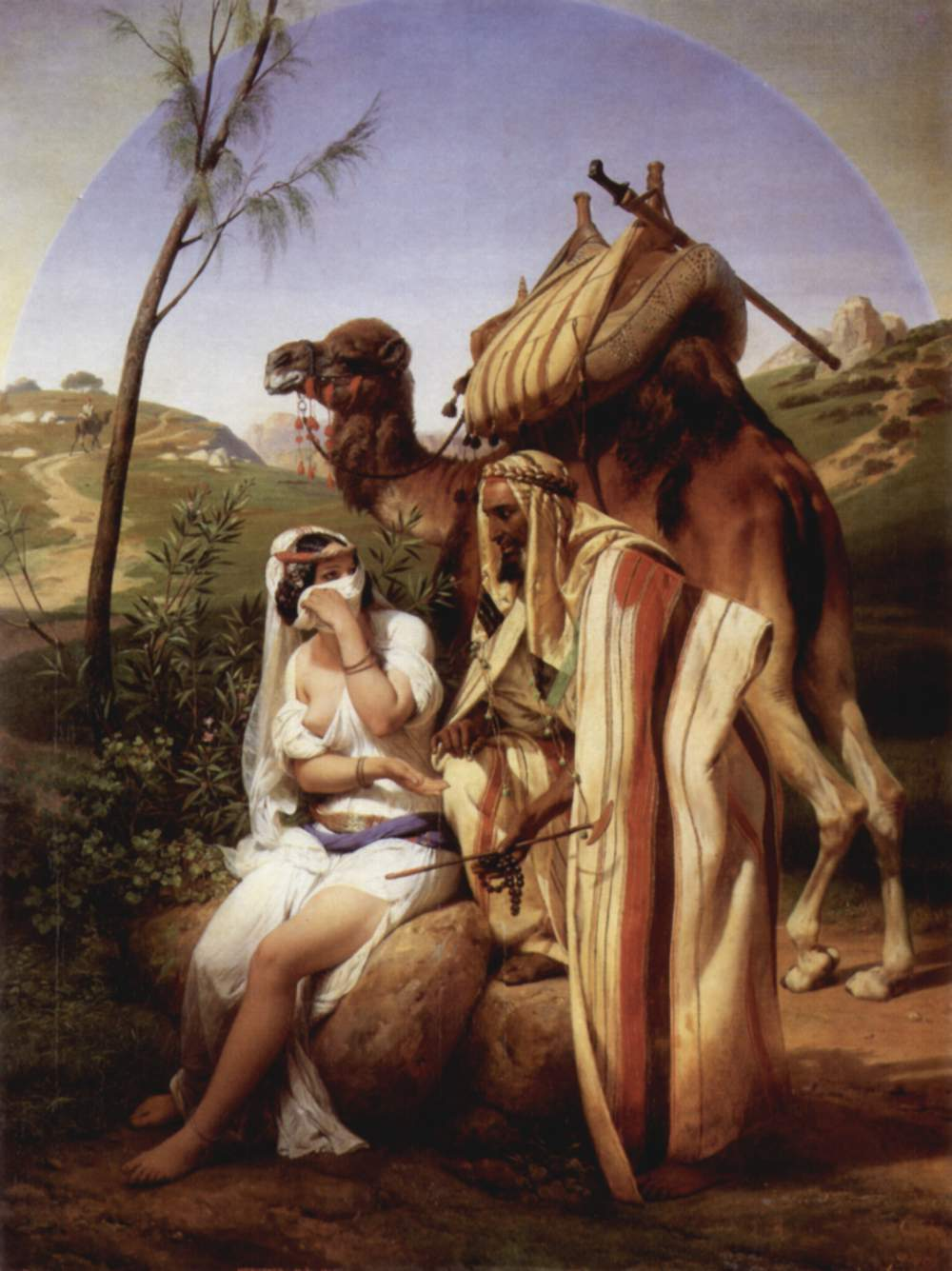
Juda a Támar
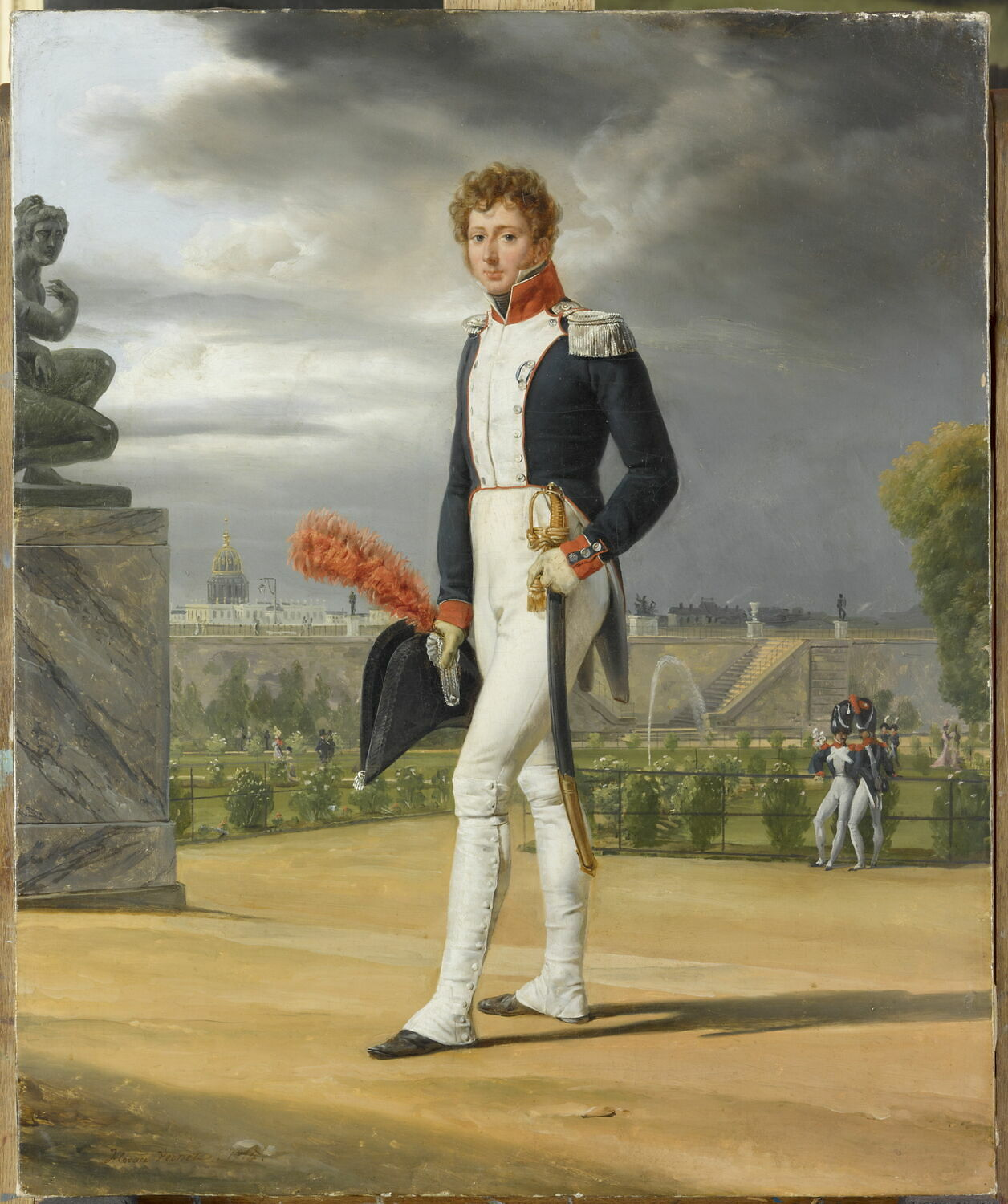
Malíř Philippe Lenoir (1785–1867) v uniformě Národní gardy
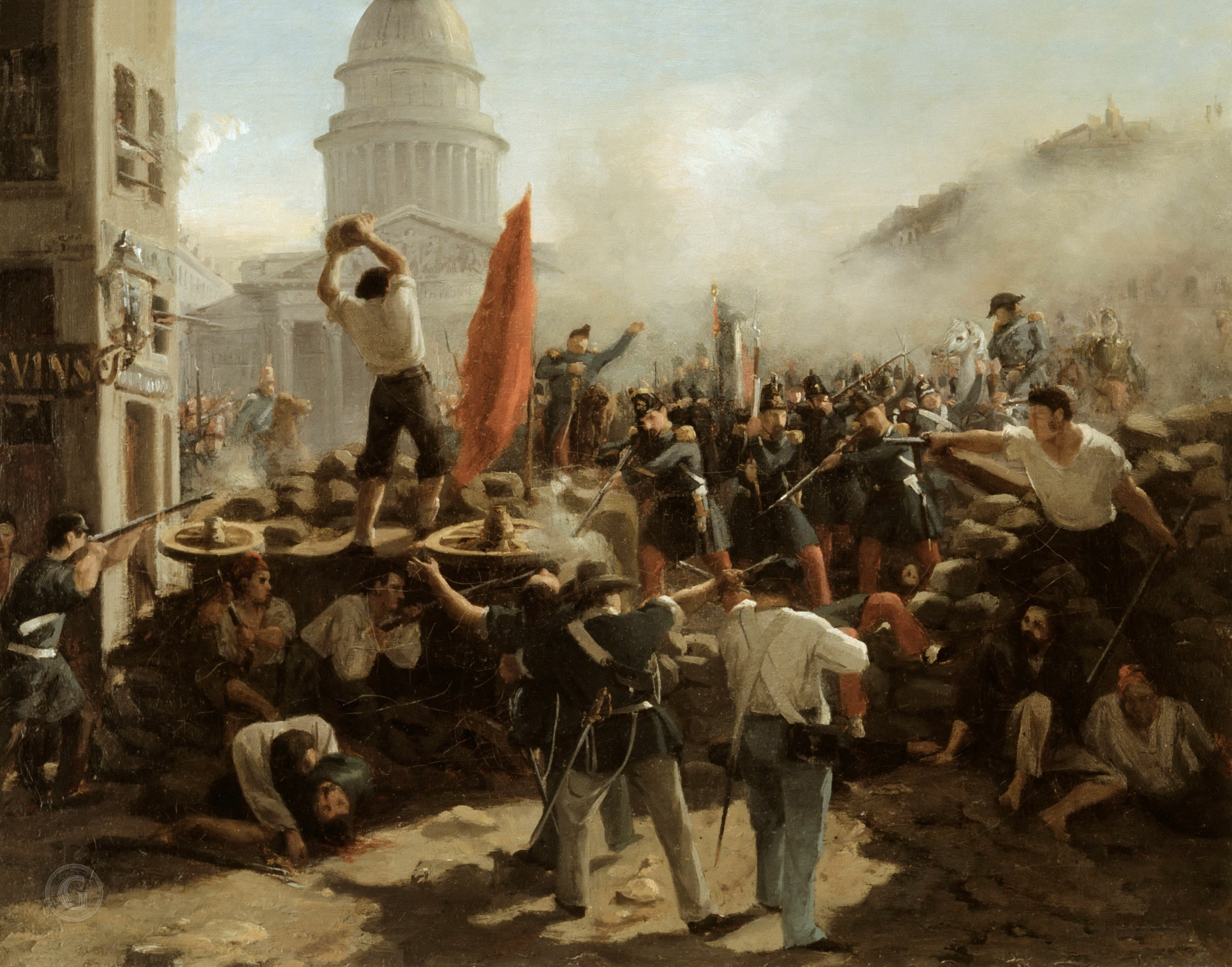
Barikáda v Soufflotově ulici v červnu 1848
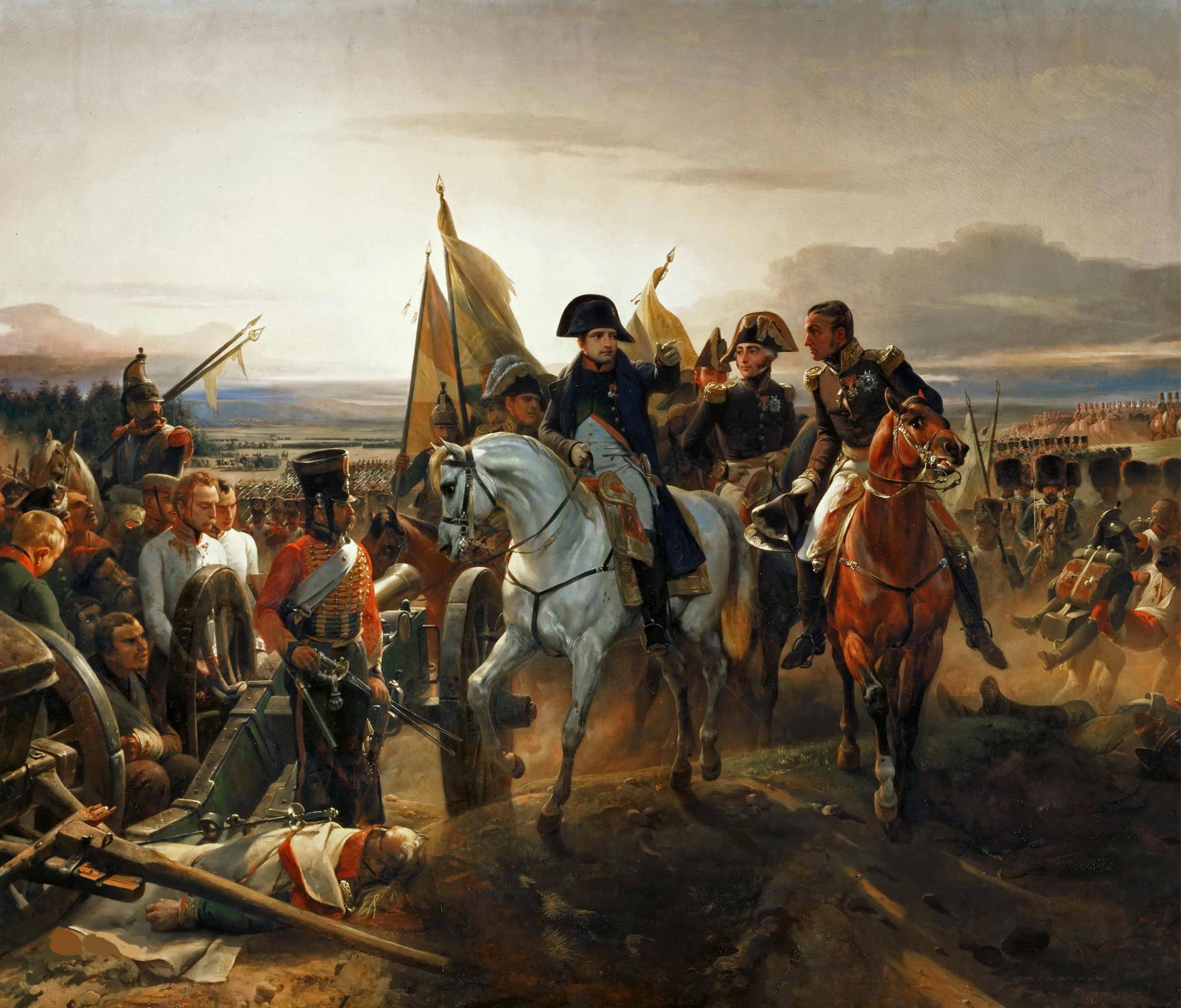
Napoleon u Friedlandu
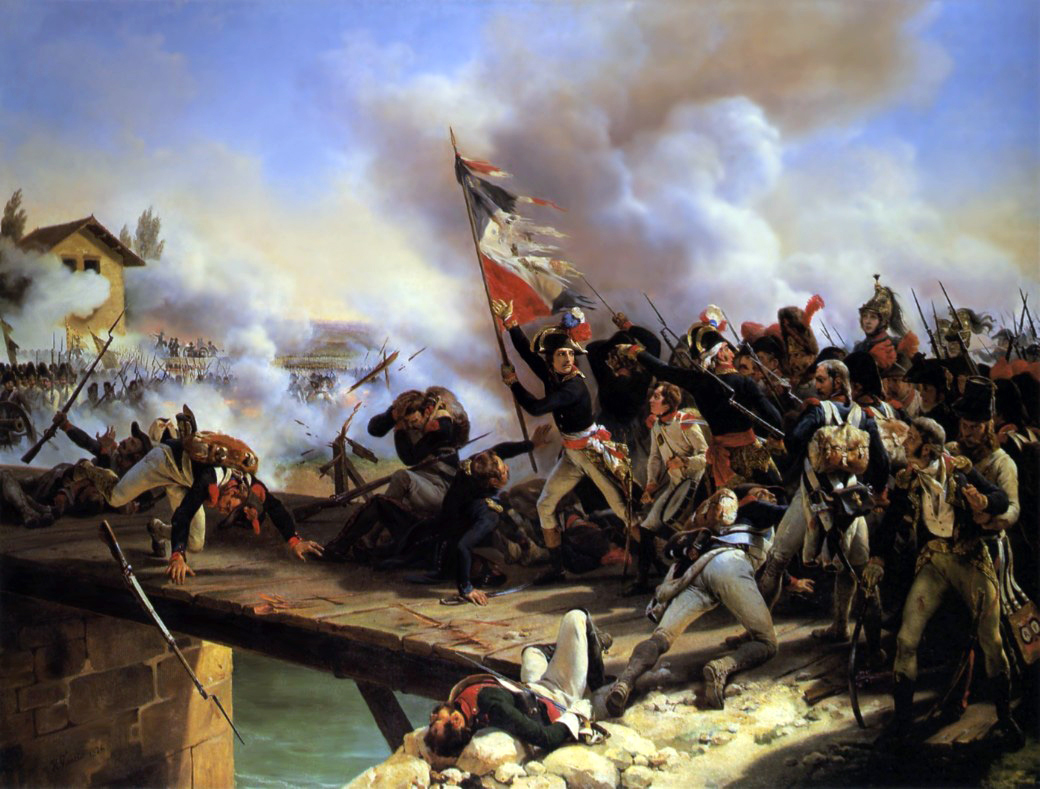
Bonaparte na mostě u Arcole
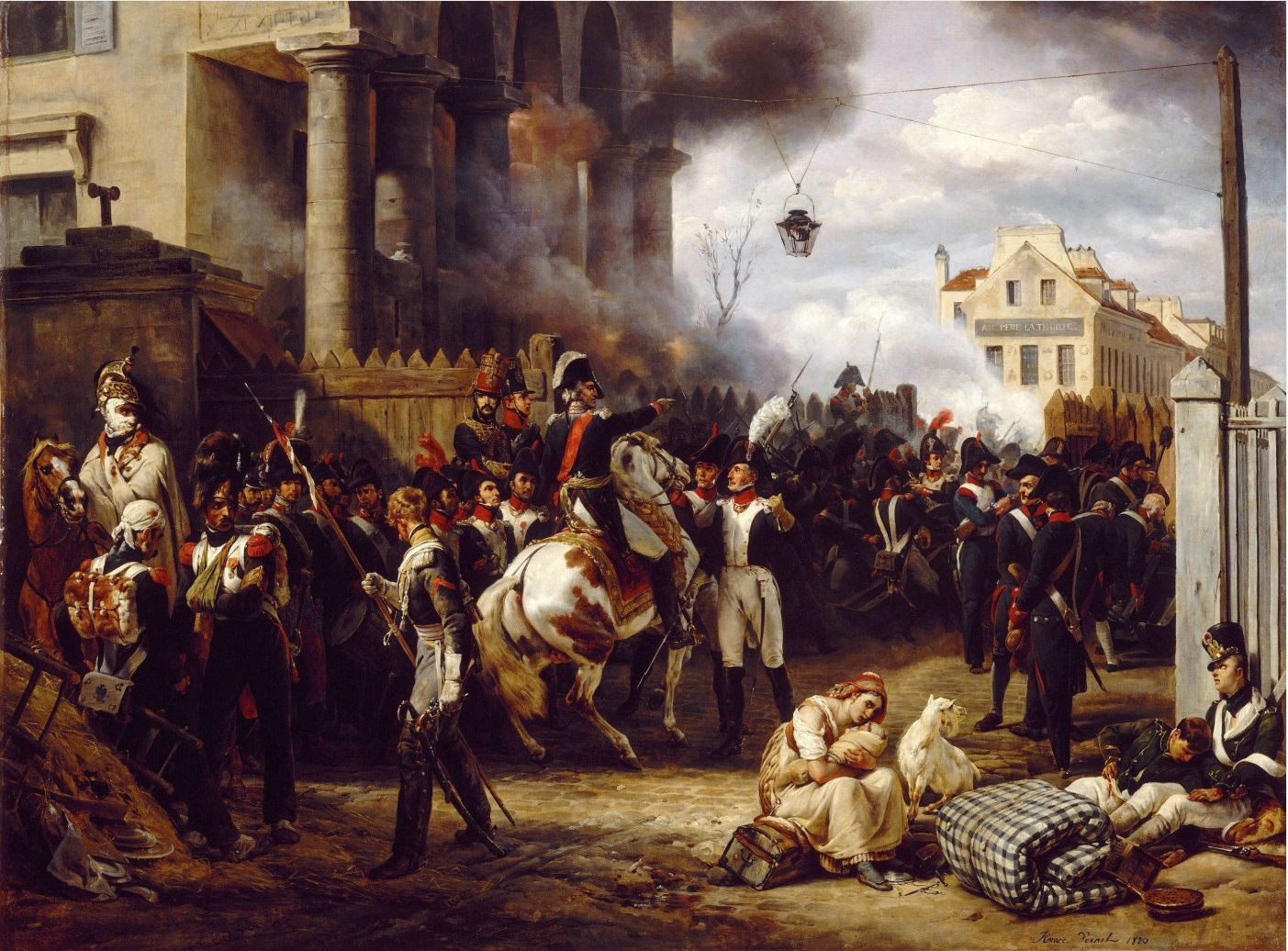
Barikáda u brána v Clichy
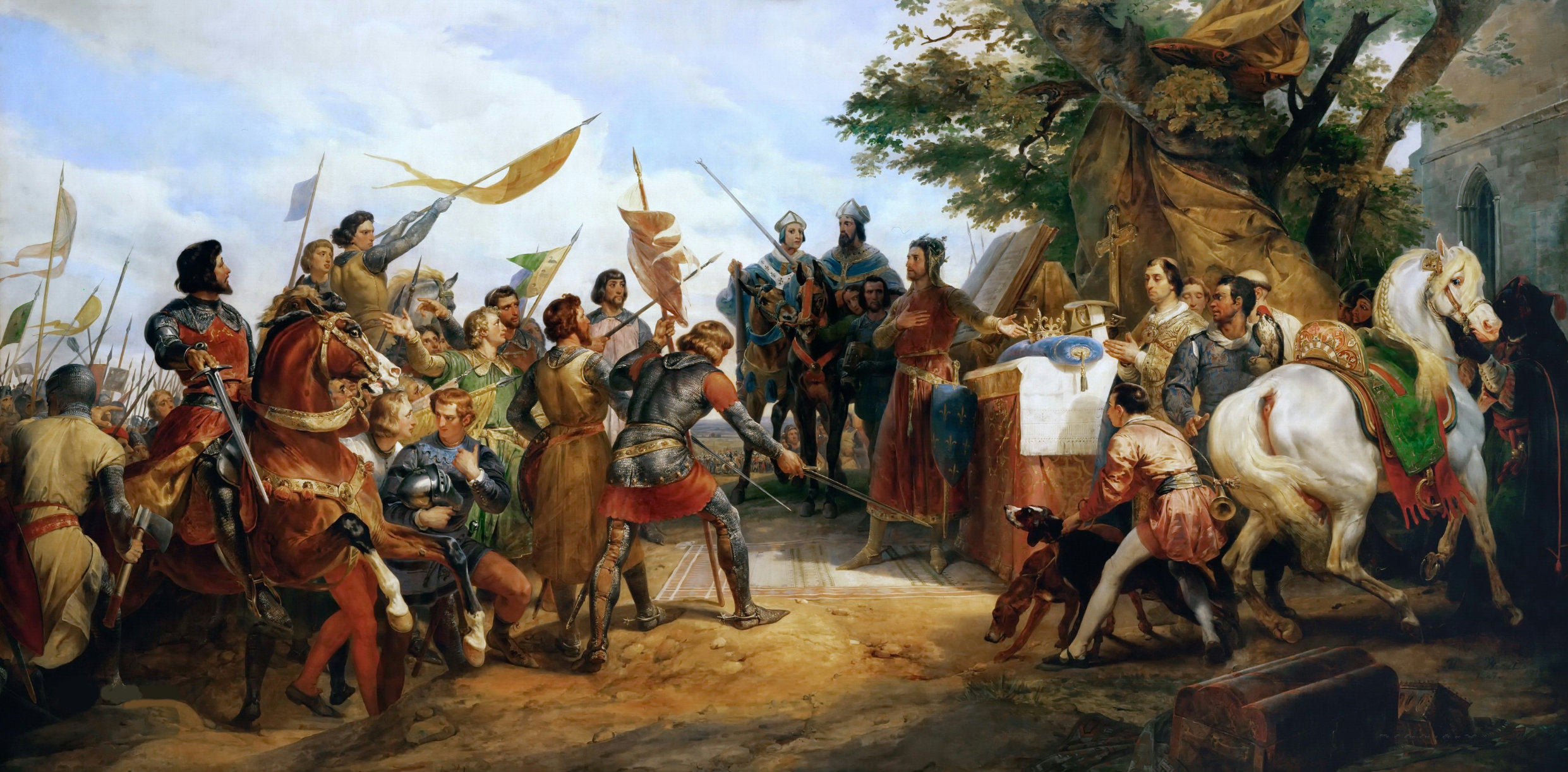
Bitva u Bouvines
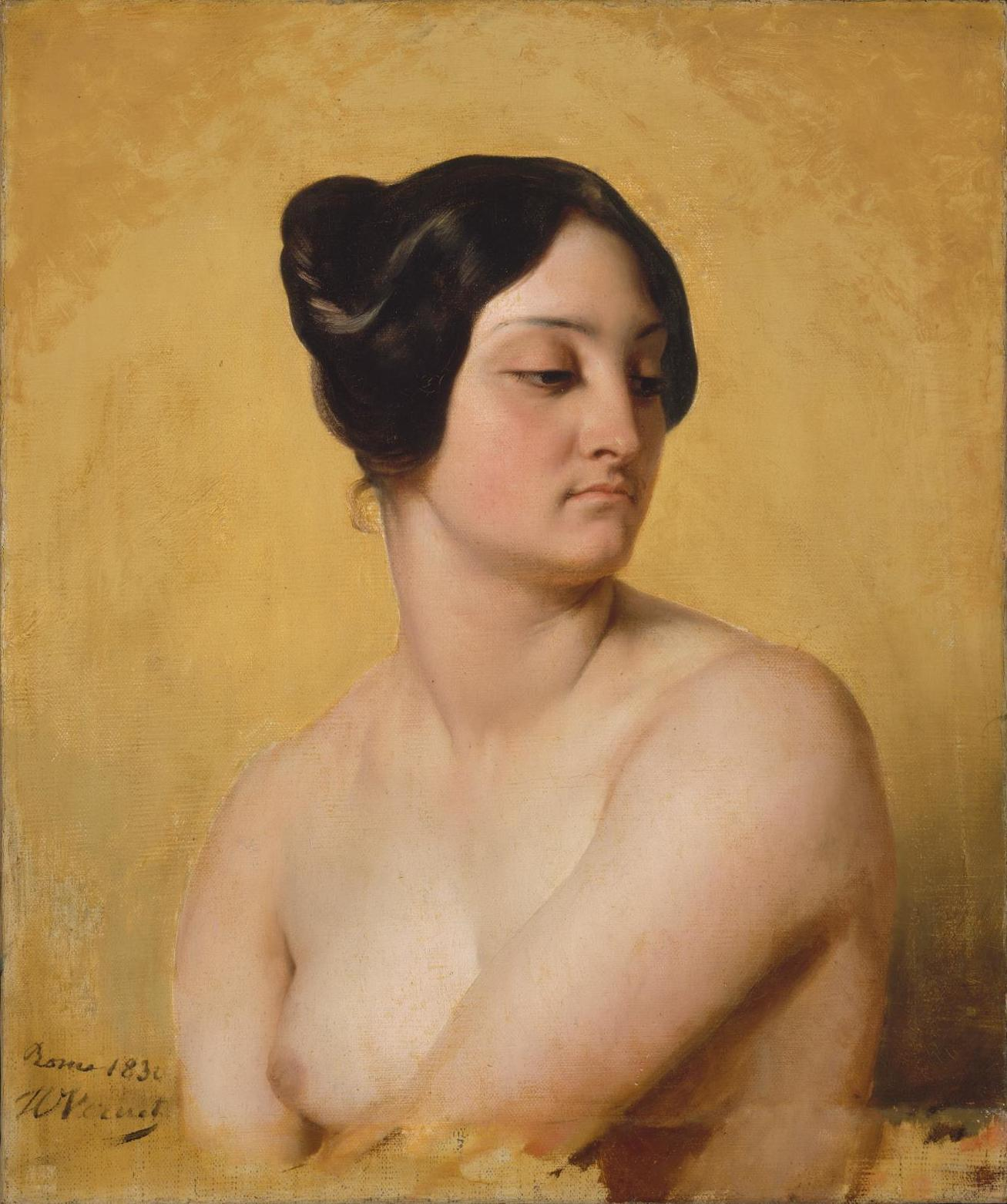
Olympe Pélissierová (1831)
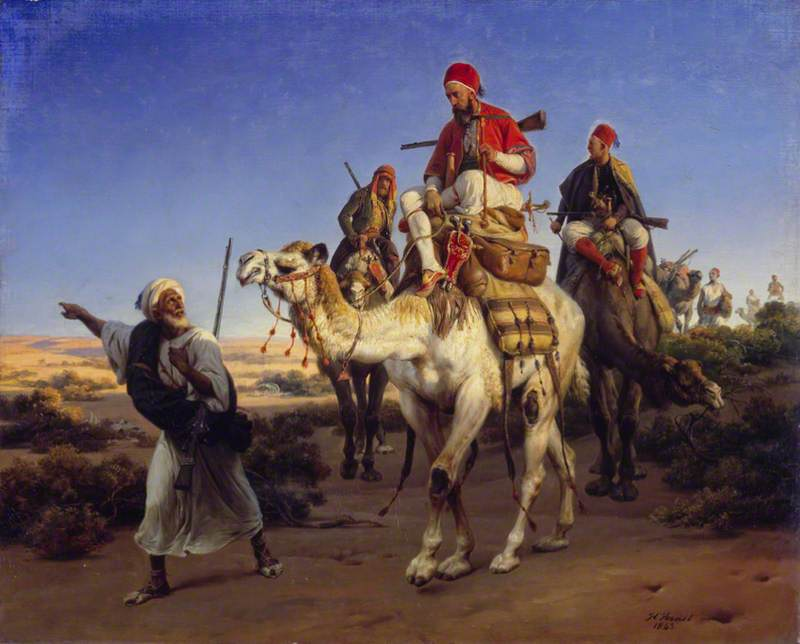
Autoportrét v červeném, s Araby v poušti (1843)